# Let the Guilt Go
Let the Guilt Go – drugi singiel zespołu Korn pochodzący z płyty Korn III – Remember Who You Are.
Singiel został wydany 26 lipca 2010 roku, nakręcono też do niego teledysk, który ukazał się 2 września 2010 roku.

## Pozycje na listach
| Lista przebojów (2010)               | Najwyższa pozycja |
| ------------------------------------ | ----------------- |
| US Mainstream Rock Songs (Billboard) | 22                |

## Twórcy
- Jonathan "Hiv" Davis – śpiew
- James "Munky" Shaffer – gitara
- Reginald "Fieldy" Arvizu – gitara basowa
- Ray Luzier – perkusja